# ミス・ユニバース1989
ミス・ユニバース1989（Miss Universe 1989、第38回ミス・ユニバース世界大会）は、1989年5月23日にメキシコのカンクンのフィエスタ・アメリカーナ・コンデサ・ホテルで開催された。オランダのアンヘラ・フィッサーが優勝し、タイのポーンティップ・ナキランカノークから栄冠を授けられた。この年は76か国の代表が競った。日本からは田代絵里が出場した。

## 最終結果

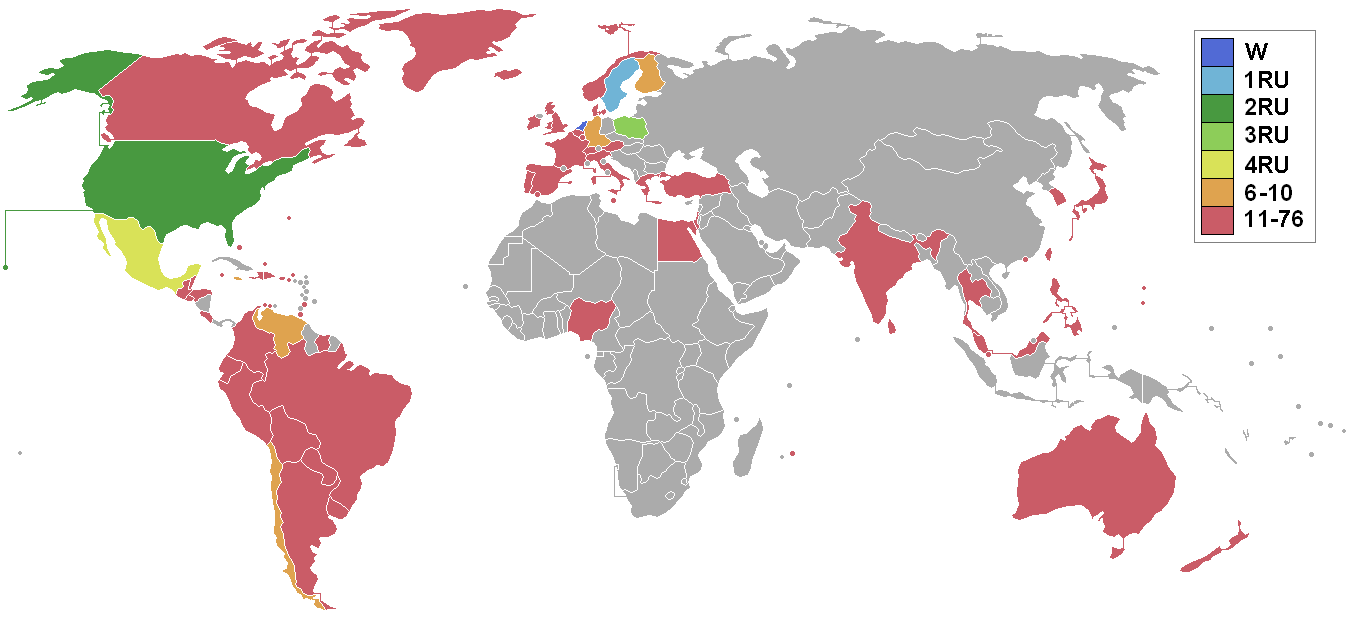
ミス・ユニバース1989に参加した国・地域と最終結果

### 入賞者
| 最終結果             | 参加者 |
| -------------------- | --- |
| ミス・ユニバース1989 | - オランダ – アンヘラ・フィッサー（Angela Visser） |
| 第2位                | - スウェーデン – ルイーズ・ドレベンスタム（Louise Drevenstam） |
| 第3位                | - アメリカ – グレッチェン・ポラマス（Gretchen Polhemus） |
| 第4位                | - ポーランド – ヨアンナ・ガピンスカ（Joanna Gapińska） |
| 第5位                | - メキシコ – アドリアナ・アバスカル（Adriana Abascal） |
| トップ10             | - チリ – マカレナ・ミーナ - フィンランド – オーサ・ロブダール - ドイツ – アンドレア・ステルザー - ジャマイカ – サンドラ・フォスター - ベネズエラ – エバ・リサ・ユング |

### 特別賞
- タークス・カイコス諸島 - ミス・アミティー（シャロン・シモンズ）
- オーストラリア - ミス・フォトジェニック（カレン・ウェンデン）
- ブラジル - ベスト・ナショナル・コスチューム（フラビア・カバルカンティ）